# Восточный (Кировская область)
Восто́чный — посёлок городского типа в Омутнинском районе Кировской области, административный центр и единственный населённый пункт Восточного городского поселения. Спутник Омутнинска. Один из центров микробиологической промышленности, в котором располагается два крупных биотехнологических предприятия медико-биологического (фармацевтического) профиля.
Население — 5776 чел. (2021).

## История
В соответствии с постановлением ЦК КПСС и Совета Министров СССР от 2 августа 1958 года исполкомом Кировского областного Совета депутатов трудящихся 12 декабря 1958 года было вынесено решение о строительстве химического завода и выделен необжитый лесной участок в 15 километрах от Омутнинска. С 1961 по 1963 годы возле стадиона были построены первые 15 щитковых двухквартирных домов по временной улице Строителей. В период с 1977 по 1979 годы все щитковые дома были снесены. Первой капитальной постройкой в посёлке стала котельная 1963 года постройки, которая была переоборудована в спортзал в 1973 году, а первыми кирпичными домами — ул. Азина, 1, 3, 3А. Первый благоустроенный четырёхэтажный жилой дом был сдан в эксплуатацию в 1967 году (ул. Снежная,4), он положил начало улице Снежной.
27 декабря 1968 года был подписан акт государственной комиссии о сдаче в эксплуатацию первой очереди завода, который представляет собой биотехническое производство, рассчитанное на выпуск продукции микробиологического синтеза. Около месяца спустя были получены первые партии продукта в промышленных условиях. В июне 1969 года получена первая промышленная партия гигромицина, применяемого в животноводстве в качестве антигельминтного средства. В июле завод встал в ряды действующих предприятий с твердым планом выпуска продукции. В 1974 году производство на заводе стало рентабельным.
Посёлок Восточный строился по генеральному плану. Начиная с 1970 года ежегодно выполнялись планы по освоению капитальных вложений в строительство жилья и объектов соцкультбыта, вводу их в эксплуатацию.
В посёлке построено: 38 многоэтажных кирпичных и панельных домов, 2 общежития, 2 школы, 3 детских сада, дом престарелых, больница (МСЧ-131), библиотека, гостиница, АТС, дом быта, спорткомплекс (бывшая котельная), банно-прачечный комбинат. В промзоне функционируют специальная пожарная часть № 68, очистная станция водоснабжения, очистные сооружения водоотведения, газовая котельная. В настоящее время гостиница и один детский сад закрыты. В 1992—1999 годах построена Успенская церковь.

## Население
| 1979  | 1989  | 2002  | 2009  | 2010  | 2012  | 2013  | 2014  | 2015  |
| ----- | ----- | ----- | ----- | ----- | ----- | ----- | ----- | ----- |
| 3324  | ↗8226 | ↘7861 | ↘7295 | ↘7237 | ↗7253 | ↘7218 | ↘7175 | ↗7182 |
| 2016  | 2017  | 2018  | 2019  | 2020  | 2021  |       |       |       |
| ↘7117 | ↘7052 | ↘6991 | ↘6848 | ↘6752 | ↘5776 |       |       |       |

## Образование
В посёлке действует одна общеобразовательная школа с углубленным изучением отдельных предметов (создана в 2007 году на основе двух объединённых школ). Учащиеся углубленно могут изучать математику, русский язык, химию, английский язык, информатику.

## Экономика
Градообразующий биохимический завод (ранее в советское время — Омутнинский химический завод, а позже после приватизации — ООО «Восток»), крупное промышленное предприятие, стал нерентабельным и в 2008 году объявлен банкротом. В 2011 году предприятие было выкуплено ООО «Кировский БиоХимЗавод». Произведена расконсервация и запуск производства.
Второе градообразующее предприятие — Омутнинская научная опытно-промышленная база (ОНОПБ), основанное 1 апреля 1974 года в составе НПО «Биопрепарат» для разработки технологий микробиологических производств и испытаний оборудования, используемого в области технической микробиологии. Предприятие участвовало в советской программе биологического оружия. Ныне выпускает противоопухолевые препараты и другие продукты тонкого микробиологического синтеза, осуществляет организацию технологических процессов производства субстанций противоопухолевых препаратов, проводит подготовку к выпуску готовых лекарственных средств в ампулах и флаконах.
В посёлке имеется ФКУ ИК-6 Управления ФСИН России по Кировской области, при которой действуют швейный участок, цех лесопиления, столярный цех, пекарня, подсобное хозяйство. При колонии работает филиал № 1 ФКОУ НПО профессиональное училище № 339 ФСИН России.

## Культура
В посёлке есть дом культуры. В нём проходят концерты к праздникам, дети могут заниматься в танцевальных, театральных коллективах, есть зал для дискотек и акробатический зал.

## Спорт
В посёлке работает спортивная школа по акробатике под руководством Еремеева В. Г. Спортсмены занимают призовые места на областных, всероссийских и международных соревнованиях по прыжкам на акробатической дорожке и прыжкам на батуте. В посёлке есть крупный футбольный стадион и хоккейная коробка.
Есть возможность заниматься лыжным спортом, туризмом, волейболом, хоккеем и баскетболом.

## Средства массовой информации
С 2000 года в Восточном издаётся газета «Омутнинские ведомости» (до 2003 года — «Восточный вестник») тиражом 4,4 тысячи экземпляров.